# كينيث يوهانسون
كينيث يوهانسون (بالسويدية: Kenneth Johansson)‏ هو سياسي سويدي، ولد في 2 فبراير 1956 في السويد. حزبياً، نشط في حزب الوسط السويدي. وقد انتخب عضو البرلمان السويدي ‏.